# Pukawka (zabawka)

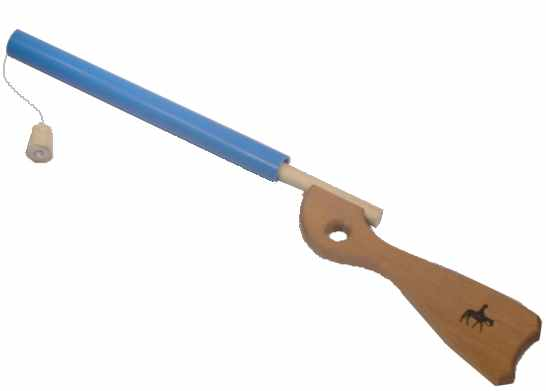
Pukawka stylizowana na strzelbę

Pukawka – zabawka dziecięca wydająca odgłos podobny do wystrzału. Składa się z lufy, tłoka oraz korka na sznurku. Przesunięcie tłoka powoduje, że korek wylatuje z lufy i pod wpływem ciśnienia słychać huk.
Zabawka była często sprzedawana na różnego rodzaju jarmarkach i odpustach, niekiedy również wykonywana samodzielnie z drewna.
Podobną zabawką jest korkowiec, jednak posiada on iglicę, a korki zaopatrzone są w odrobinę materiału wybuchowego.